# Tiên đề xác suất
Xác suất P của biến cố E nào đó, ký hiệu {\displaystyle P(E)}, được xác định trong một "vũ trụ" hoặc không gian mẫu {\displaystyle \Omega }
gồm mọi biến cố sơ cấp (elementary event) sao cho P phải thỏa mãn các tiên đề Kolmogorov.
Theo một cách khác, một xác suất có thể được hiểu là một độ đo trên một σ-đại số của các tập con của không gian mẫu, với các tập con đó là các biến cố, sao cho độ đo của tập bao trùm bằng 1. Tính chất này rất quan trọng, do từ nó mà có được khái niệm tự nhiên về xác suất điều kiện. Mọi tập {\displaystyle A} với xác suất khác 0 (nghĩa là P(A)> 0) xác định một xác suất khác
{\displaystyle P(B\vert A)={P(B\cap A) \over P(A)}}
trên không gian.  Biểu diễn trên thường được đọc là "xác suất của B nếu có A".  Nếu xác suất điều kiện của B nếu có A bằng xác suất của B, thì A và B được coi là độc lập.
Trong trường hợp không gian mẫu là hữu hạn hoặc vô hạn đếm được, một hàm xác suất còn có thể được xác định bởi các giá trị của nó trên tập biến cố sơ cấp {\displaystyle \{e_{1}\},\{e_{2}\},...} trong đó {\displaystyle \Omega =\{\,e_{1},e_{2},\dots \,\}.\,}

## Các tiên đề Kolmogorov
Ba tiên đề sau được gọi là các tiên đề Kolmogorov, đặt theo tên nhà toán học Andrey Kolmogorov, người đã xây dựng chúng. Ta có một tập Ω, một σ-đại số F của các tập con của Ω, và một hàm P ánh xạ mỗi thành viên của F tới một giá trị là số thực. Các thành viên của F, nghĩa là các tập con của Ω, được gọi là các "biến cố".

### Tiên đề thứ nhất
Với tập bất kỳ {\displaystyle E\in F,}, nghĩa là với mọi biến cố E, {\displaystyle P(E)\geq 0.\,}
Nghĩa là, xác suất của một biến cố là một số thực không âm.

### Tiên đề thứ hai
{\displaystyle P(\Omega )=1.\,}
Nghĩa là, xác suất một biến cố sơ cấp nào đó trong tập mẫu sẽ xảy ra là 1. Cụ thể hơn, không có biến cố sơ cấp nào nằm ngoài tập mẫu.
Điều này thường bị bỏ qua trong một số nhầm lẫn trong tính toán xác suất; nếu ta không thể định nghĩa chính xác toàn bộ tập mẫu thì cũng sẽ không thể định nghĩa xác suất của tập con bất kỳ.

### Tiên đề thứ ba
Một chuỗi đếm được bất kỳ gồm các biến cố đôi một không giao nhau {\displaystyle E_{1},E_{2},...} thỏa mãn {\displaystyle P(E_{1}\cup E_{2}\cup \cdots )=\sum P(E_{i})}.
Nghĩa là, xác suất của một tập biến cố là hợp của các tập con không giao nhau bằng tổng các xác suất của các tập con đó. Đó gọi là σ-cộng tính (σ-additivity). Quan hệ này không đúng nếu có hai tập con giao nhau.
Để biết về các cách tiếp cận đại số khác, xem bài algebra of random variables.

## Các hệ quả
Từ các tiên đề Kolmogorov, ta có thể rút ra các quy tắc hữu ích khác cho việc tính toán các xác suất:
{\displaystyle P(A\cup B)=P(A)+P(B)-P(A\cap B)\,}
Đó là quy tắc cộng xác suất. Nghĩa là, xác suất A hoặc B sẽ xảy ra bằng tổng xác suất A sẽ xảy ra với xác suất B sẽ xảy ra, trừ đi xác suất mà cả A và B cùng xảy ra. Kết luận này có thể mở rộng thành inclusion-exclusion principle.
{\displaystyle P(\Omega -E)=1-P(E)\,}
Nghĩa là, xác suất mà một biến cố bất kỳ sẽ không xảy ra bằng 1 trừ đi xác suất nó sẽ xảy ra.
Sử dụng xác suất điều kiện như đã định nghĩa ở trên, ta có
{\displaystyle P(A\cap B)=P(A)\cdot P(B\vert A)\,}
Nghĩa là, xác suất A và B sẽ xảy ra bằng xác suất A sẽ xảy ra nhân với xác suất B sẽ xảy ra nếu A đã xảy ra. Quan hệ này dẫn tới Định lý Bayes. Từ đó ta có:
A và B độc lập khi và chỉ khi {\displaystyle P(A\cap B)=P(A)\cdot P(B)\,}.